# Forfry
Forfry est une commune française située dans le département de Seine-et-Marne en région Île-de-France.

## Géographie

### Localisation
La commune est située à environ 15,7 kilomètres au nord  de Meaux .

### Géologie et relief
L'altitude de la commune varie de 75 mètres à 111 mètres pour le point le plus haut, le centre du bourg se situant à environ 86 mètres d'altitude (mairie). Elle est classée en zone de sismicité 1, correspondant à une sismicité très faible.

### Hydrographie

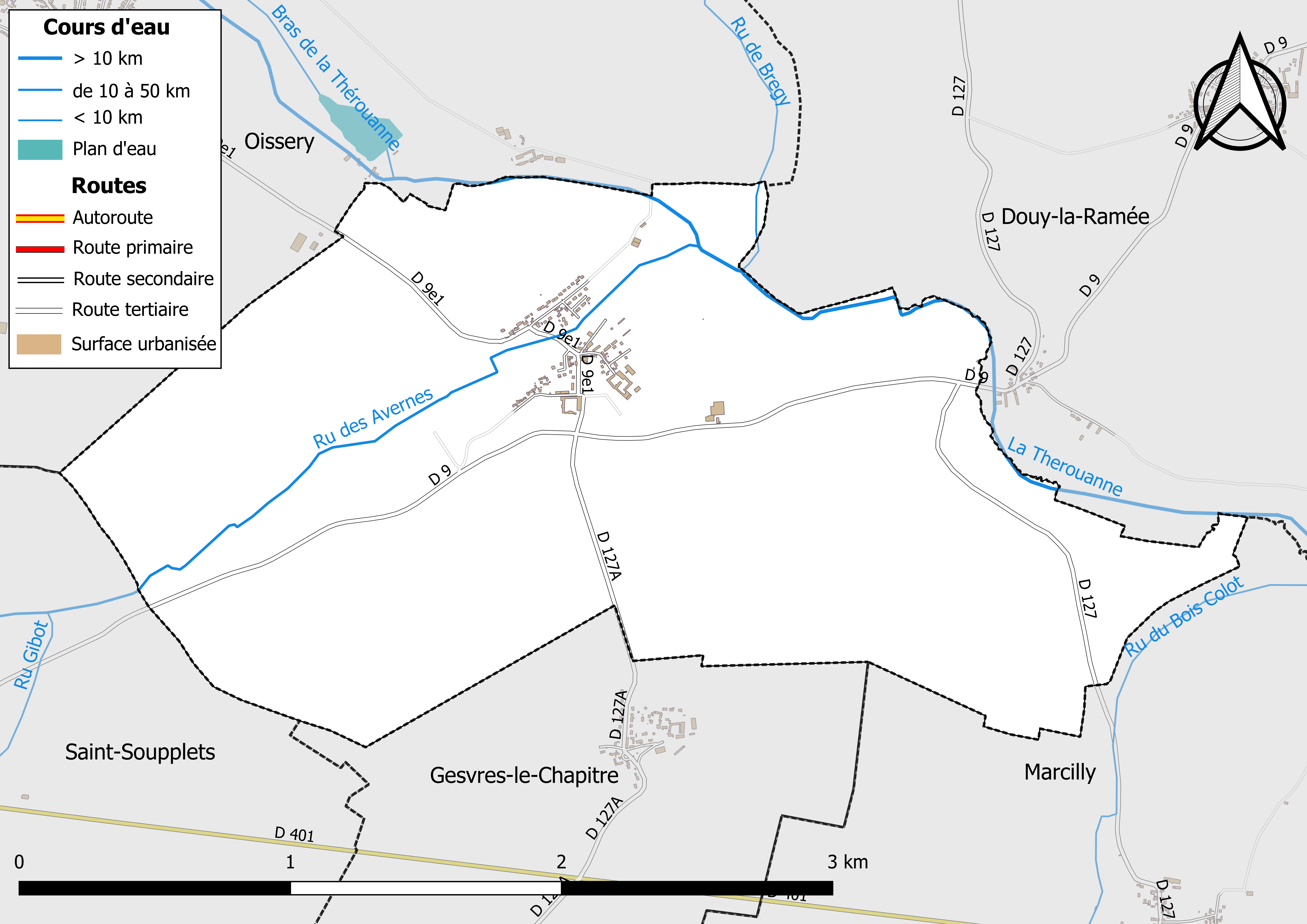
Carte des réseaux hydrographique et routier de Forfry.

Le réseau hydrographique de la commune se compose de trois cours d'eau référencés :
- la Thérouanne, longue de 23,31 km[3], qui conflue avec un bras de la Marne (F64-4301) ;
  - le ru des Avernes, 8,16 km[4], et ;
  - le ru de Bregy, 3,17 km[5], affluents de la Thérouanne.

La longueur totale des cours d'eau sur la commune est de 4,86 km.

### Climat
Pour des articles plus généraux, voir Climat de l'Île-de-France et Climat de Seine-et-Marne.
En 2010, le climat de la commune est de type climat océanique dégradé des plaines du Centre et du Nord, selon une étude du CNRS s'appuyant sur une série de données couvrant la période 1971-2000. En 2020, Météo-France publie une typologie des climats de la France métropolitaine dans laquelle la commune est exposée à un climat océanique altéré et est dans la région climatique Nord-est du bassin Parisien, caractérisée par un ensoleillement médiocre, une pluviométrie moyenne régulièrement répartie au cours de l’année et un hiver froid (3 °C).
Pour la période 1971-2000, la température annuelle moyenne est de 10,9 °C, avec une amplitude thermique annuelle de 15,2 °C. Le cumul annuel moyen de précipitations est de 725 mm, avec 11 jours de précipitations en janvier et 8,4 jours en juillet. Pour la période 1991-2020, la température moyenne annuelle observée sur la station météorologique la plus proche, située sur la commune du Plessis-Belleville à 8 km à vol d'oiseau, est de 11,4 °C et le cumul annuel moyen de précipitations est de 661,7 mm,. Pour l'avenir, les paramètres climatiques de la commune estimés pour 2050 selon différents scénarios d'émission de gaz à effet de serre sont consultables sur un site dédié publié par Météo-France en novembre 2022.

### Milieux naturels et biodiversité

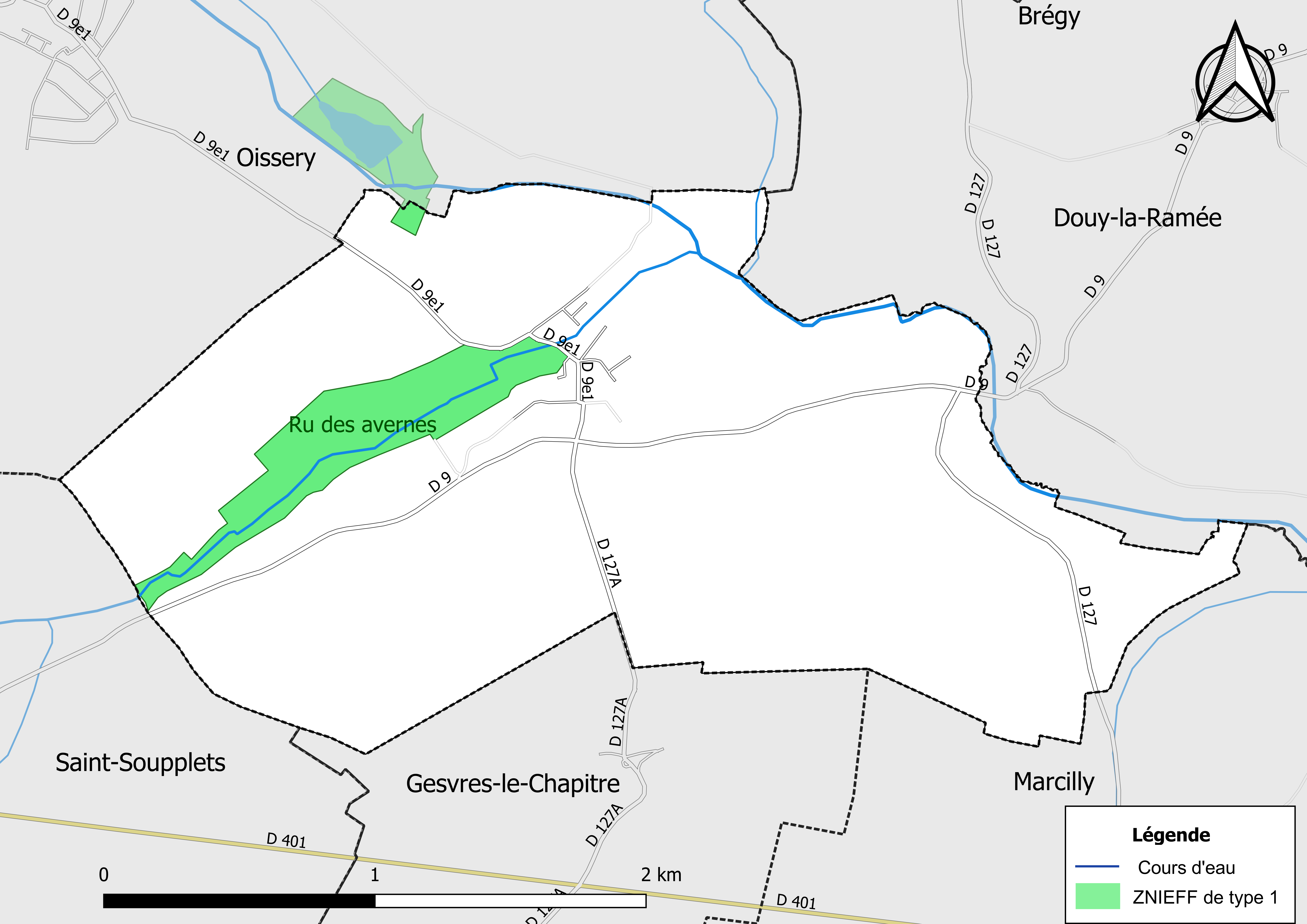
Carte des ZNIEFF de type 1 localisées sur la commune.

L’inventaire des zones naturelles d'intérêt écologique, faunistique et floristique (ZNIEFF) a pour objectif de réaliser une couverture des zones les plus intéressantes sur le plan écologique, essentiellement dans la perspective d’améliorer la connaissance du patrimoine naturel national et de fournir aux différents décideurs un outil d’aide à la prise en compte de l’environnement dans l’aménagement du territoire.
Le territoire communal de Forfry comprend deux ZNIEFF de type 1,,, 
l'« Étang de Rougemont » (13,11 ha), couvrant 2 communes du département ;
et le « Ru des Avernes » (36,4 ha).

## Urbanisme

### Typologie
Au 1er janvier 2024, Forfry est catégorisée commune rurale à habitat dispersé, selon la nouvelle grille communale de densité à sept niveaux définie par l'Insee en 2022.
Elle est située hors unité urbaine. Par ailleurs la commune fait partie de l'aire d'attraction de Paris, dont elle est une commune de la couronne,. Cette aire regroupe 1 929 communes,.

### Lieux-dits et écarts
La commune compte 38 lieux-dits administratifs répertoriés.

### Occupation des sols
L'occupation des sols de la commune, telle qu'elle ressort de la base de données européenne d’occupation biophysique des sols Corine Land Cover (CLC), est marquée par l'importance des territoires agricoles (93,1 % en 2018), une proportion identique à celle de 1990 (93,1 %). La répartition détaillée en 2018 est la suivante : 
terres arables (88,9% ), forêts (6,9% ), prairies (4,3 %).
Parallèlement, L'Institut Paris Région, agence d'urbanisme de la région Île-de-France, a mis en place un inventaire numérique de l'occupation du sol de l'Île-de-France, dénommé le MOS (Mode d'occupation du sol), actualisé régulièrement depuis sa première édition en 1982. Réalisé à partir de photos aériennes, le Mos distingue les espaces naturels, agricoles et forestiers mais aussi les espaces urbains (habitat, infrastructures, équipements, activités économiques, etc.) selon une classification pouvant aller jusqu'à 81 postes, différente de celle de Corine Land Cover,,. L'Institut met également à disposition des outils permettant de visualiser par photo aérienne l'évolution de l'occupation des sols de la commune entre 1949 et 2018.

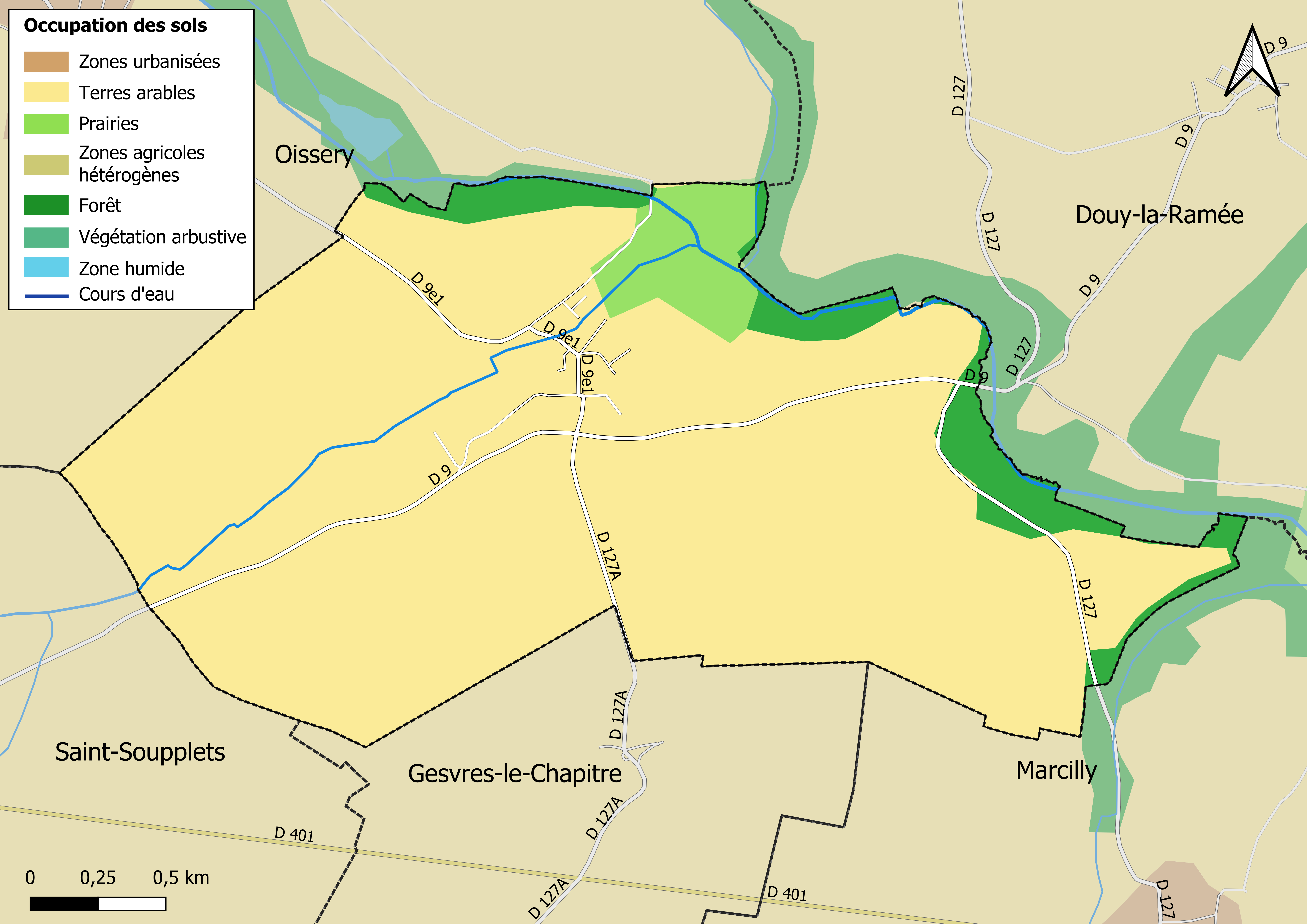
Carte des infrastructures et de l'occupation des sols en 2018 (CLC) de la commune.
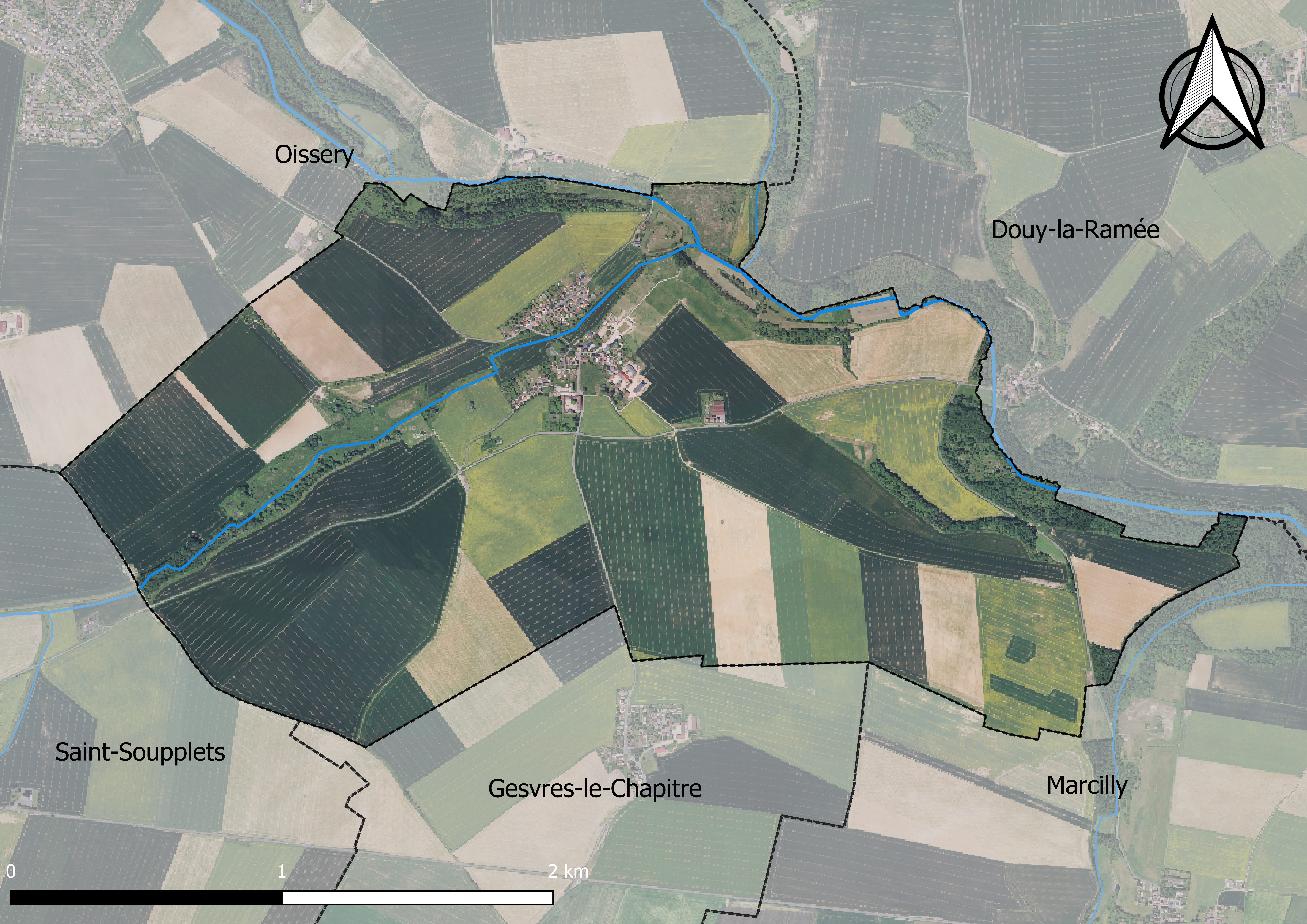
Carte orhophotogrammétrique de la commune.

### Planification
La commune disposait en 2019 d'un plan local d'urbanisme en révision. Le zonage réglementaire et le règlement associé peuvent être consultés sur le Géoportail de l'urbanisme.

### Logement
En 2016, le nombre total de logements dans la commune était de 88 dont 86,4 % de maisons et 13,6 % d'appartements.
Parmi ces logements, 83 % étaient des résidences principales, 1,1 % des résidences secondaires et 15,9 % des logements vacants.
La part des ménages fiscaux propriétaires de leur résidence principale s'élevait à 87,8 % contre 9,5 % de locataires et 2,7 % logés gratuitement.

### Voies de communication et transports
La commune est desservie par les lignes  d'autocars No 703, No 713, No 714 du réseau de bus Roissy Est.

## Toponymie
Le nom de la localité est mentionné sous les formes Furferi en 1124 ; Furfery en 1133 ; Fulfriacum vers 1145 ; Forfreiacum en 1150 ; Fulfri vers 1172 ; Furfreium en 1177 ; Furferiacum en 1181 ; Fulfuri vers 1182 ; Forfri et Forferi en 1182 ; Furfiriacum en 1184 ; Fourferi en 1220 ; Forferiacum en 1222 ; Furfri au xiiie siècle,.

## Histoire
La paroisse de Forfry relève du diocèse de Meaux. Ses registres paroissiaux témoignent d'une administration précise et efficace[Quand ?].
La seigneurie de Forfry est  liée de la fin XVe au XVIIe siècle à celles de Boissy et d'Eve. Elle est alors possédée par la famille de Pari[réf. nécessaire]s.
Lors des combats de la Libération de la France, le 26 août 1944, une bataille a lieu à Oissery et Forfry  entre un bataillon de FFI commandé par Charles Hildevert, venus du Raincy venus récupérer un parachutage d'armes, et l'occupant. 105 résistants ont alors été tués et soixante-cinq personnes ont été emprisonnées ou disparues,,.

## Politique et administration

### Rattachements administratifs et électoraux

#### Rattachements administratifs
La commune se trouve dans l'arrondissement de Meaux du département de Seine-et-Marne.
Elle faisait partie depuis 1793 du canton de Dammartin-en-Goële. Dans le cadre du redécoupage cantonal de 2014 en France, cette circonscription administrative territoriale a disparu, et le canton n'est plus qu'une circonscription électorale.

#### Rattachements électoraux
Pour les élections départementales, la commune fait partie depuis 2014 du canton de Claye-Souilly
Pour l'élection des députés, elle fait partie de la sixième circonscription de Seine-et-Marne.

### Intercommunalité
Forfry était membre de la communauté de communes des Monts de la Goële, un établissement public de coopération intercommunale (EPCI) à fiscalité propre créé fin 2000.
Dans le cadre des dispositions de la loi portant nouvelle organisation territoriale de la République (Loi NOTRe) du 7 août 2015, qui prévoit que les établissements publics de coopération intercommunale (EPCI) à fiscalité propre doivent avoir un minimum de 15 000 habitants (et 5 000 habitants en zone de montagnes), cette intercommunalité a fusionné  le 1er janvier 2017 au sein de la communauté d'agglomération du pays de Meaux dont est désoremais membre Forfry.

### Liste des maires
| Période                                  | Période      | Identité         | Étiquette | Qualité                                                        |
| ---------------------------------------- | ------------ | ---------------- | --------- | -------------------------------------------------------------- |
| Les données manquantes sont à compléter. |              |                  |           |                                                                |
|                                          | 2001         | Hervé Proffit    |           |                                                                |
| 2001                                     | 2014         | Pascal Guillaume |           |                                                                |
| mars 2014                                | février 2016 | Éric Devine      |           | Cadre bancaire Décédé en fonction.                             |
| Avril 2016                               | En cours     | Alain Bon        |           | Cadre dans la fonction publique Réélu pour le mandat 2020-2026 |

## Équipements et services

### Eau et assainissement
L’organisation de la distribution de l’eau potable, de la collecte et du traitement des eaux usées et pluviales relève des communes. La loi NOTRe de 2015 a accru le rôle des EPCI à fiscalité propre en leur transférant cette compétence. Ce transfert devait en principe être effectif au 1er janvier 2020, mais la loi Ferrand-Fesneau du 3 août 2018 a introduit la possibilité d’un report de ce transfert au 1er janvier 2026,.

#### Assainissement des eaux usées
En 2020, la gestion du service d'assainissement collectif de la commune de Forfry est assurée par  le CA du Pays de Meaux (CAPM) pour la collecte, le transport et la dépollution. Ce service est géré en délégation par une entreprise privée, dont le contrat arrive à échéance le 31 décembre 2029,,.
L’assainissement non collectif (ANC) désigne les installations individuelles de traitement des eaux domestiques qui ne sont pas desservies par un réseau public de collecte des eaux usées et qui doivent en conséquence traiter elles-mêmes leurs eaux usées avant de les rejeter dans le milieu naturel. Le CA du Pays de Meaux (CAPM) assure pour le compte de la commune le service public d'assainissement non collectif (SPANC), qui a pour mission de vérifier la bonne exécution des travaux de réalisation et de réhabilitation, ainsi que le bon fonctionnement et l’entretien des installations,.

#### Eau potable
En 2020, l'alimentation en eau potable est assurée par le SMAEP de Thérouanne, Marne et Morin (TMM) qui en a délégué la gestion à la SAUR, dont le contrat expire le 31 mars 2023,,.
Les nappes de Beauce et du Champigny sont classées en zone de répartition des eaux (ZRE), signifiant un déséquilibre entre les besoins en eau et la ressource disponible. Le changement climatique est susceptible d’aggraver ce déséquilibre. Ainsi afin de renforcer la garantie d’une distribution d’une eau de qualité en permanence sur le territoire du département, le troisième Plan départemental de l’eau signé, le 3 octobre 2017, contient un plan d’actions afin d’assurer avec priorisation la sécurisation de l’alimentation en eau potable des Seine-et-Marnais. A cette fin a été préparé et publié en décembre 2020 un schéma départemental d’alimentation en eau potable de secours dans lequel huit secteurs prioritaires sont définis. La commune fait partie du secteur Meaux.

## Population et société
Les habitants sont appelés les Forferois et Forferoises qui vient de son ancien nom, Forfery.

### Démographie
L'évolution du nombre d'habitants est connue à travers les recensements de la population effectués dans la commune depuis 1793. Pour les communes de moins de 10 000 habitants, une enquête de recensement portant sur toute la population est réalisée tous les cinq ans, les populations de référence des années intermédiaires étant quant à elles estimées par interpolation ou extrapolation. Pour la commune, le premier recensement exhaustif entrant dans le cadre du nouveau dispositif a été réalisé en 2005.

En 2022, la commune comptait 240 habitants, en évolution de +10,6 % par rapport à 2016 (Seine-et-Marne : +3,92 %, France hors Mayotte : +2,11 %).
| 1793 | 1800 | 1806 | 1821 | 1831 | 1836 | 1841 | 1846 | 1851 |
| ---- | ---- | ---- | ---- | ---- | ---- | ---- | ---- | ---- |
| 218  | 197  | 201  | 191  | 190  | 186  | 186  | 196  | 185  |

| 1856 | 1861 | 1866 | 1872 | 1876 | 1881 | 1886 | 1891 | 1896 |
| ---- | ---- | ---- | ---- | ---- | ---- | ---- | ---- | ---- |
| 177  | 179  | 170  | 162  | 163  | 172  | 185  | 177  | 200  |

| 1901 | 1906 | 1911 | 1921 | 1926 | 1931 | 1936 | 1946 | 1954 |
| ---- | ---- | ---- | ---- | ---- | ---- | ---- | ---- | ---- |
| 197  | 225  | 234  | 162  | 192  | 211  | 239  | 248  | 186  |

| 1962 | 1968 | 1975 | 1982 | 1990 | 1999 | 2005 | 2006 | 2010 |
| ---- | ---- | ---- | ---- | ---- | ---- | ---- | ---- | ---- |
| 159  | 143  | 134  | 86   | 93   | 183  | 226  | 230  | 270  |

| 2015 | 2020 | 2022 | - | - | - | - | - | - |
| ---- | ---- | ---- | - | - | - | - | - | - |
| 220  | 241  | 240  | - | - | - | - | - | - |

## Économie

### Revenus de la population et fiscalité
En 2019, le nombre de ménages fiscaux de la commune était de 85, représentant 242 personnes et la  médiane du revenu disponible par unité de consommation  de 27 380 euros.

### Emploi
En 2018, le nombre total d’emplois dans la zone était de 31, occupant 114 actifs  résidants (dont 6,6 % dans la commune de résidence et 93,4 % dans une commune autre que la commune de résidence).
Le taux d'activité de la population (actifs ayant un emploi) âgée de 15 à 64 ans s'élevait à 71,9 % contre un taux de chômage de 6,6 %.
Les 21,6 % d’inactifs se répartissent de la façon suivante : 7,8 % d’étudiants et stagiaires non rémunérés, 5,4 % de retraités ou préretraités et 8,4 % pour les autres inactifs.

### Secteurs d'activité

#### Entreprises et commerces
Au 31 décembre 2019, le nombre d’unités légales et d’établissements (activités marchandes hors agriculture) par secteur d'activité était de 21 dont 2 dans l’industrie manufacturière, industries extractives et autres, 4 dans la construction, 6 dans le commerce de gros et de détail, transports, hébergement et restauration, 2 dans les activités financières et d'assurance, 1 dans les activités immobilières, 3 dans les activités spécialisées, scientifiques et techniques et activités de services administratifs et de soutien et 3 étaient relatifs aux autres activités de services.
En 2020, 7 entreprises ont été créées sur le territoire de la commune, dont 4 individuelles.
Au 1er janvier 2021, la commune ne disposait pas d’hôtel et de terrain de camping.

#### Agriculture
Forfry est dans la petite région agricole dénommée la « Goële et Multien », regroupant deux petites régions naturelles, respectivement la Goële et le pays de Meaux (Multien). En 2010, l'orientation technico-économique de l'agriculture sur la commune est la culture de céréales et d'oléoprotéagineux (COP).
Si la productivité agricole de la Seine-et-Marne se situe dans le peloton de tête des départements français, le département enregistre un double phénomène de disparition des terres cultivables (près de 2 000 ha par an dans les années 1980, moins dans les années 2000) et de réduction d'environ 30 % du nombre d'agriculteurs dans les années 2010. Cette tendance n'est pas confirmée au niveau de la commune qui voit le nombre d'exploitations augmenter et passer de 3 en 1988 à 4 en 2010. Parallèlement, la taille de ces exploitations diminue, passant de 184 ha en 1988 à 173 ha en 2010.
Le tableau ci-dessous présente les principales caractéristiques des exploitations agricoles de Forfry, observées sur une période de 22 ans : 
|                                      | 1988 | 2000 | 2010 |
| ------------------------------------ | ---- | ---- | ---- |
| Dimension économique,                |      |      |      |
| Nombre d’exploitations (u)           | 3    | 4    | 4    |
| Travail (UTA)                        | 8    | 7    | 7    |
| Surface agricole utilisée (ha)       | 552  | 645  | 692  |
| Cultures                             |      |      |      |
| Terres labourables (ha)              | 517  | 620  | 667  |
| Céréales (ha)                        | 307  | 358  | 362  |
| dont blé tendre (ha)                 | 214  | 307  | 325  |
| dont maïs-grain et maïs-semence (ha) | 70   | s    | s    |
| Tournesol (ha)                       | 0    |      |      |
| Colza et navette (ha)                | 42   | 46   | 123  |
| Élevage                              |      |      |      |
| Cheptel (UGBTA)                      | 6    | 25   | 30   |

## Culture locale et patrimoine

### Monuments et lieux remarquables
La commune ne compte pas de monument répertorié à l'inventaire des monuments historiques (Base Mérimée).

### Autres lieux et monuments
- L'église Sainte-Madeleine. Le registre paroissial de Forfry au XVIe siècle est remarquable par la présentation annuelle qu'en fait le curé du temps, témoignant du respect scrupuleux des prescriptions de l'évêque de Meaux[72] ;
- Les ruines du château de Boissy, XIIIe et XVe siècles. Seules restent la porte d'entrée et la base d'une tour.

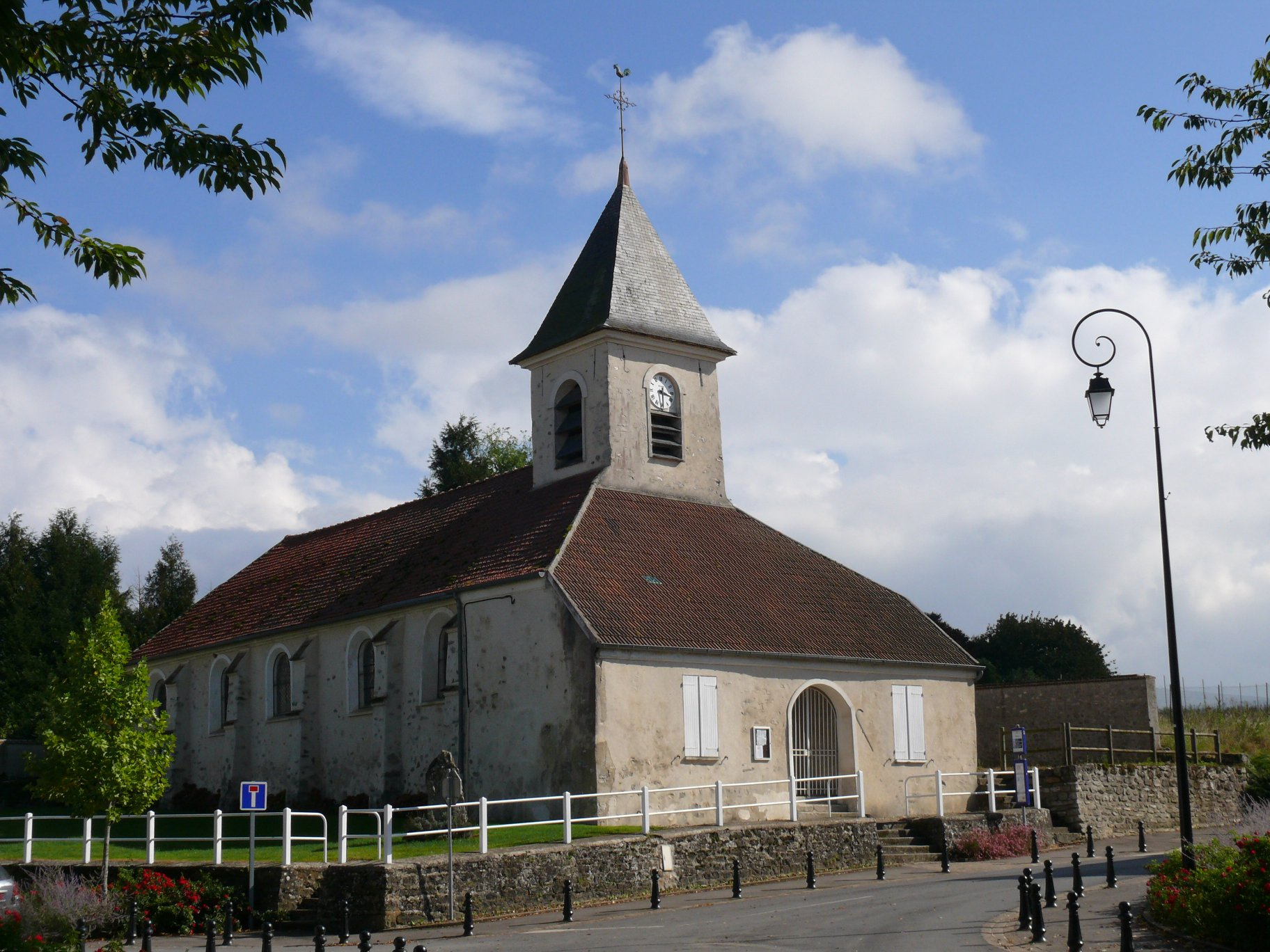
L'église Sainte-Madeleine - Cloche (XVIIIe siècle[73]) de l'église sonnant la demie :
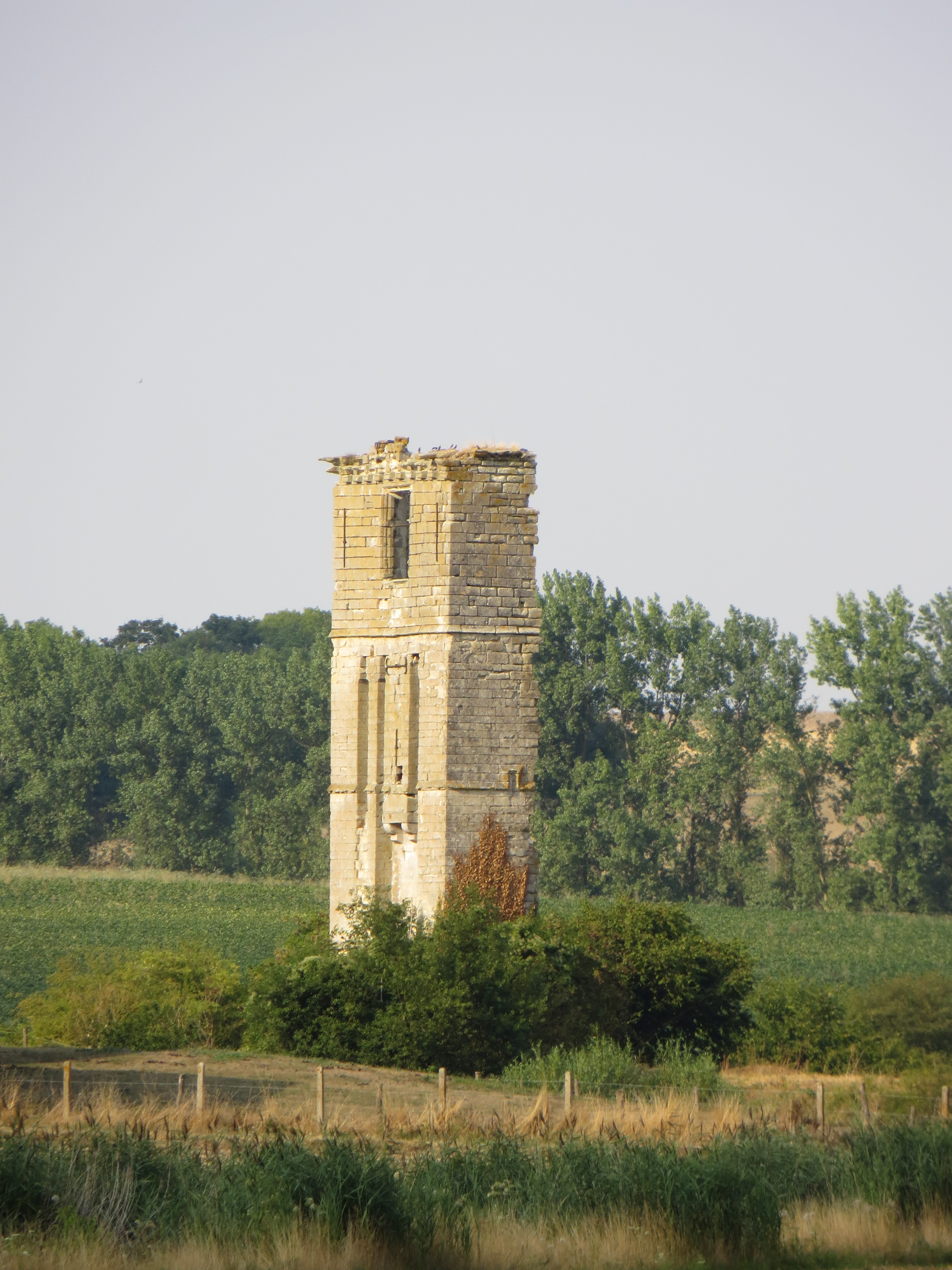
Porte d'entrée du château de Boissy.

### Personnalités liées à la commune
La seigneurie de Forfry est possédée durant plusieurs siècles par des membres de la famille de Paris. Elle procède probablement d'un bailli de Châlons-en-Champagne que Louis XI a envoyé en ambassade en 1473 auprès de Frédéric III de Habsbourg, empereur du Saint-Empire, dans le cadre de la lutte commune contre le duc de Bourgogne : 
- Jehan de Paris, en 1514
- Eustache de Paris, en 1531, par ailleurs seigneur de Boissy et d'Eve. Il meurt entre 1531 et 1540. Époux d'Antoinette Lamy, dame de Pontillault à Pontault (1540), qui veuve se remarie avec Jean-Jacques de Castillon, seigneur de Castillon.
- Christophe de Paris, en 1534, par ailleurs seigneur de Boissy. Fils des précédents. Écuyer, il meurt entre 1546 et 1548. Époux avant 1534 de Catherine Piédefer (vit en 1549).
- Emard de Paris, en 1587, par ailleurs seigneur de Boissy et de La Ramée. Fils des précédents. Né en 1534 à Paris, il meurt entre 1587 et 1589. Il épouse avant 1569 Magdelaine Guyot (elle vit en 1589).
- Robert de Paris, de 1604 à 1621, fils des précédents. Écuyer, il meurt entre 1621 et 1637. Époux en 1611 de Nicole de La Noüe, remariée avant 1645 avec Jean de Cuchepot, seigneur de Fougerolles.
- Nicolas de Paris, petit-fils (par Antoine) du précédent, en 1659.

On peut également citer : 
- Nicolas de Paris-Boissy, chevalier de Malte 1643), grand-prieur de France (1659), fils de Robert. Cette charge est la plus importante de l'Ordre pour tout le Bassin Parisien.